# Alexandre Pablo Marí
Alexandre Pablo Marí (5 d'abril de 1957) és un jugador d'escacs català, que té el títol de Mestre FIDE des de 1985.
A la llista d'Elo de la FIDE del novembre de 2015, hi tenia un Elo de 2372 punts, cosa que en feia el jugador número 124 (en actiu) de l'Estat espanyol. El seu màxim Elo va ser de 2439 punts, a la llista de l'octubre de 2002 (posició 1131 al rànquing mundial).

## Resultats destacats en competició
Va començar a jugar escacs als 11 anys. El 1975 fou campió d'Espanya juvenil, i també campió d'Europa juvenil. El 1988 fou el tercer classificat en el campionat d'Espanya. I els anys 1988 i 1989 fou campió de Catalunya absolut. L'octubre del 2013, en el XI campionat d'Espanya de veterans, va acabar en quarta posició (el campió fou el GM romanès Mihai Șubă). L'octubre del 2014 es va proclamar subcampió d'Espanya de veterans amb 8 punts de 9 partides, per darrere del Gran Mestre Juan Manuel Bellón López.